# بتی گریبل
الیزابت روث گریبل (به انگلیسی: Elizabeth Ruth Grable) (زادهٔ ۱۸ دسامبر ۱۹۱۶ – درگذشته ۲ ژوئیه ۱۹۷۳) بازیگر، دختر پین‌آپ، رقصنده، مدل و خوانندهٔ آمریکایی می‌‎باشد.
پاهای او توسط شرکت Lloyd's of London بیش از یک میلیون دلار آمریکا بیمه شد. که ارزشی معادل ۲۰ میلیون پوند در سال ۱۹۹۸ داشته‌است.

## گزیده فیلم‌شناسی
- کی‌کی (۱۹۳۱)
- مهمان ناخوانده هالیوود (۱۹۳۱)
- قهرمان پیشین (۱۹۳۱)
- بخت هالیوودی (۱۹۳۲)
- روشنایی‌های هالیوود (۱۹۳۲)
- پسری از اسپانیا (۱۹۳۳)
- مطلقه شاد (۱۹۳۴)
- ناوگان را تعقیب کن (۱۹۳۶)
- از این طرف لطفاً (۱۹۳۷)
- یک ملوان به من بده (۱۹۳۸)
- پاهای یک میلیون دلاری (۱۹۳۹)
- به طرف آرژانتین (۱۹۴۰)
- ماه بر فراز میامی (۱۹۴۱)
- رزی اوگرادی شیرین (۱۹۴۳)
- نعل الماس بیلی رز (۱۹۴۵)
- خانم پیلگریم تکان‌دهنده (۱۹۴۶)
- مادر جوراب بپا داشت (۱۹۴۷)
- آن خانم قاقم پوش (۱۹۴۸)
- وقتی کودکم به من لبخند می‌زند (۱۹۴۸)
- بهشت آبی من (۱۹۵۰)
- مرا آقا خطاب کن (۱۹۵۱)
- چگونه با یک میلیونر ازدواج کرد (۱۹۵۳)
- دهقان همسر می‌گیرد (۱۹۵۳)
- سه نفر برای نمایش (۱۹۵۵)
- چگونه خیلی خیلی محبوب بود (۱۹۵۵)

## مرگ
گریبل در 2 ژوئیه 1973 در سن 56 سالگی در سانتا مونیکا، کالیفرنیا بر اثر سرطان ریه درگذشت.

## نگارخانه

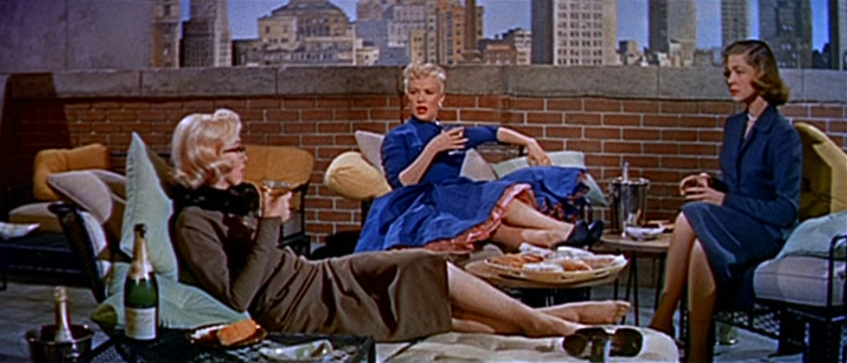
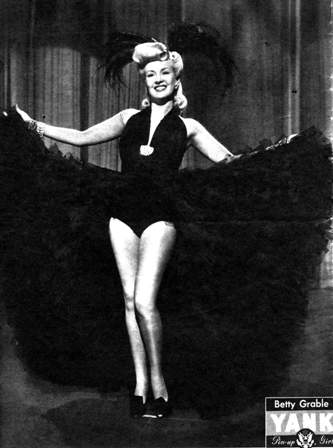